# Makkabi Lwów
Żydowski Klub Sportowy Makkabi Lwów (hebr. ‏מועדון ספורט יהודי מכבי לעמבעריק‎, Mu’adon Sport Yahodi Mekvi Lemberik) – żydowski klub piłkarski z siedzibą w mieście Lwów, działający w latach 1922–1935.

## Historia

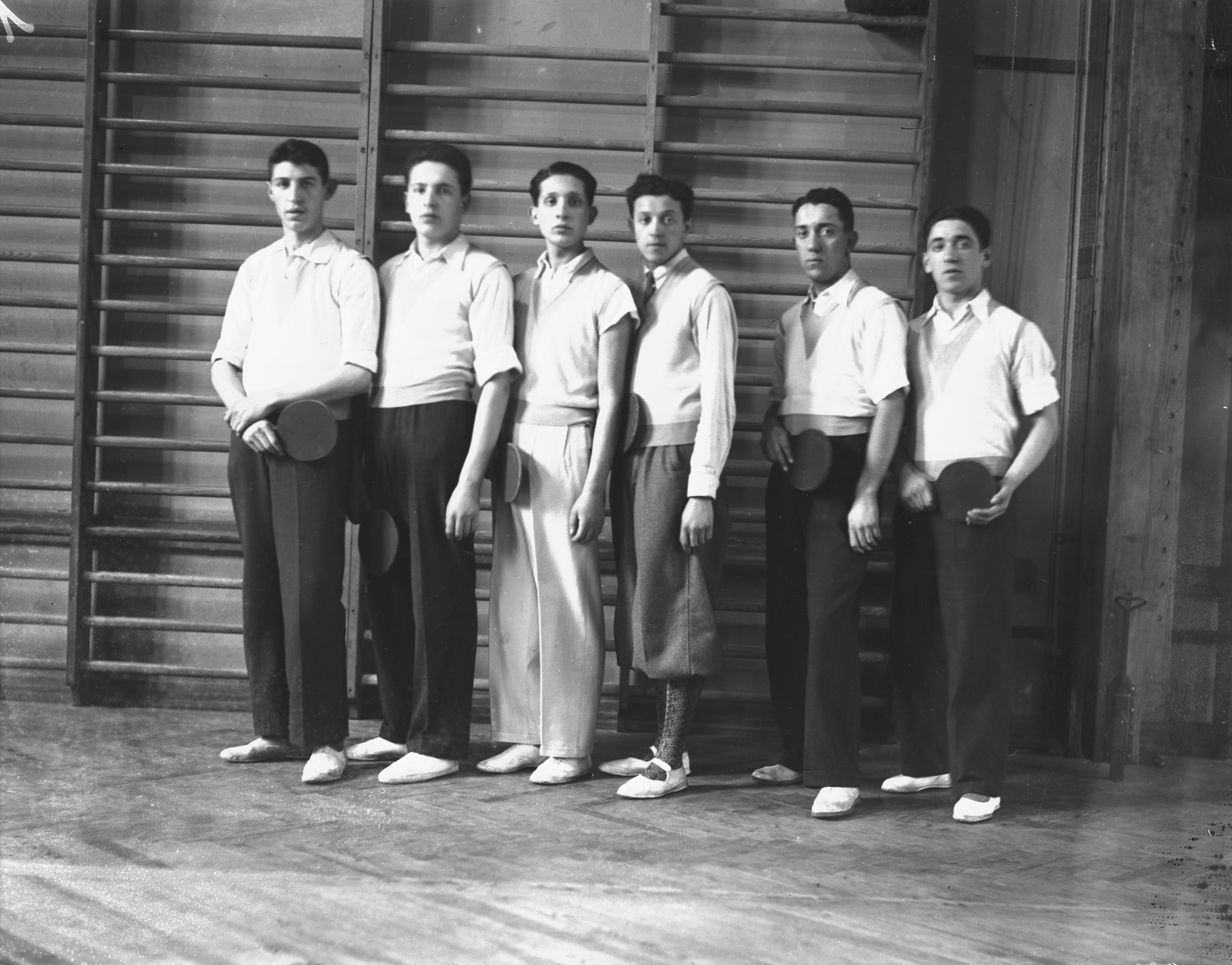

Żydowski Klub Sportowy Makkabi został założony we Lwowie na początku lat 20. XX wieku przez społeczność żydowską, chociaż niektóre źródła podają rok 1901. W 1924 roku drużyna zadebiutowała w rozgrywkach Klasy C podokręgu Lwów Lwowskiego OZPN. W 1927 roku zespół debiutował w Klasie B, podokręg Lwów, ale nie utrzymał się w niej i po roku spadł do Klasy C. W 1934 została zorganizowana Liga Okręgowa, w związku z czym Klasa C została zdegradowana do poziomu piątego. Ale po zakończeniu sezonu 1935 drużyna została przejęta przez Hasmoneę.

## Barwy klubowe
Klub ma barwy niebiesko-białe. Piłkarze domowe spotkania zazwyczaj grali w białych koszulkach, niebieskich spodenkach oraz niebieskich getrach.

## Poszczególne sezony

### Rozgrywki krajowe
| \| Polska \| Bilans występów klubu w rozgrywkach piłkarskich Polski (Stan na 31 maja 2025 r.) \| \| |                                                                                  |        |       |   |   |   |    |    |     |                      |        |        |      |
| Poziom                                                                                              | Rozgrywki                                                                        | Sezony | Mecze | Z | R | P | B+ | B– | Pkt | Lata                 | Awanse | Spadki | Naj. |
| I                                                                                                   | Liga                                                                             | 0      |       |   |   |   |    |    |     |                      |        |        |      |
| II                                                                                                  | Klasa A / Liga Okręgowa                                                          | 0      |       |   |   |   |    |    |     |                      |        |        |      |
| III                                                                                                 | Klasa B / Klasa A                                                                | 1      |       |   |   |   |    |    |     | 1927                 | 0      | 1      | ?    |
| IV                                                                                                  | III liga / Klasa C / Klasa B                                                     | 5+     |       |   |   |   |    |    |     | 1924–1926, 1932–1933 | 1      | 1      | ?    |
| | Puchar Polski                                                                    | 0      |       |   |   |   |    |    |     |                      |        |        |      |
| Polska                                                                                              | Bilans występów klubu w rozgrywkach piłkarskich Polski (Stan na 31 maja 2025 r.) |        |       |   |   |   |    |    |     |                      |        |        |      |

## Struktura klubu

### Stadion
Drużyna rozgrywała swoje mecze domowe we Lwowie na stadionie Pogoni Lwów lub na stadionie Czarnych Lwów na Bednarówce.